# Kaundorf
Kaundorf är en ort i Luxemburg.   Den ligger i distriktet Diekirch, i den nordvästra delen av landet, 40 kilometer norr om huvudstaden Luxemburg. Kaundorf ligger 416 meter över havet och antalet invånare är 192.
Terrängen runt Kaundorf är platt åt sydväst, men åt nordost är den kuperad.  Närmaste större samhälle är Wiltz, 5,7 kilometer norr om Kaundorf. 
I omgivningarna runt Kaundorf växer i huvudsak blandskog. Runt Kaundorf är det ganska glesbefolkat, med 38 invånare per kvadratkilometer.